# Drávakeresztúr
Drávakeresztúr es un pueblo ubicado en el distrito de Sellye, en el condado de Baranya, Hungría.

## Superficie
Posee una superficie de 12,97 kilómetros cuadrados.

## Demografía
Hasta 2019 la población era de 121 habitantes, con una densidad de población de 9,329 habitantes por kilómetro cuadrado.